# Чауорт, Патрик (умер до 1283)
Патрик Чауорт (англ. Patrick de Chaworth; умер до 7 июля 1283) — английский аристократ, феодальный барон Кидвелли.

## Биография
Патрик Чауорт происходил из знатного и богатого англо-нормандского рода. Он был вторым сыном Патрика Чауорта и Гевизы де Лондре, наследницы сеньории Кидвелли на юго-западе Уэльса. Вместе со старшим братом Пейном Патрик участвовал в 1270 году в крестовом походе принца Эдуарда. После смерти Пейна в 1279 году он унаследовал Кидвелли, замок Огмор в Гламоргане, обширные владения в Валлийской марке и ряде графств Англии. Чауорт завершил начатое Пейном строительство замка Кидвелли, в 1282 году принял участие в завоевании Уэльса.
Патрик Чауорт был женат на Изабелле де Бошан, дочери Уильяма де Бошана, 9-й графа Уорик, и Мод Фиц-Джон. В этом браке родилась только одна дочь, Матильда (Мод), ставшая женой Генри, 3-го графа Ланкастер по прозвищу Кривая Шея. Вдова Патрика вышла замуж во второй раз — за Хью ле Диспенсера, 1-го графа Уинчестера.